# 格罗弗·柯乐文
格罗弗·柯乐文（英語：Grover Clark，1891年12月14日—1938年7月17日）是美国的记者、作家、汉学家，《北京导报》编辑、《基督教科学箴言报》驻北京记者，专门报道亚洲事务，曾担任国立北平大学教员。

## 著作
- 《在华经济竞争》（Economic Rivalries in China.1932）
- 《长城破碎》（The Wall Crumbles.1935）
- 《众所注目的地方》（A Place in the Sun）[4]